# ChAI-19
Bei der Chai-19 (russisch ХАИ-19) handelt es sich um ein einmotoriges einsitziges Sportflugzeug, das unter Leitung von W. Reschetnikow von einer Gruppe von Studenten am Luftfahrtinstitut Charkiw 1961 entwickelt, gefertigt und geflogen wurde. 

## Entwicklung
1962 und 1963 wurden verschiedene Versuchsflüge ausgeführt, jedoch enttäuschten die Leistungsdaten. Es wurden nur Flughöhen von 70 m erreicht. Man entschloss sich deswegen, unter Verwendung herkömmlicher Flugmotoren ein wesentlich leistungsfähigeres Modell zu entwickeln, die ChAI-20.

## Aufbau
Der aus Holz gefertigte und mit Tuch bespannte Tiefdecker verfügte über ein nicht einziehbares Bugradfahrwerk und ein offenes Cockpit. Das Triebwerk trieb eine Vierblatt-Luftschraube über ein Untersetzungsgetriebe an.

## Technische Daten
| Kenngröße             | Daten                                                    |
| --------------------- | -------------------------------------------------------- |
| Spannweite            | 7,50 m                                                   |
| Länge                 | 5,20 m                                                   |
| Höhe                  | 2,10 m                                                   |
| Flügelfläche          | 9,55 m²                                                  |
| Flügelstreckung       | 6                                                        |
| Leermasse             | 210 kg                                                   |
| max. Startmasse       | 312 kg                                                   |
| Flächenbelastung      | 32,8 kg/m²                                               |
| Leistungsbelastung    | 10,4 kg/PS                                               |
| Höchstgeschwindigkeit | 140 km/h                                                 |
| Landegeschwindigkeit  | 60 km/h                                                  |
| Steigleistung         | 2,5 m/s                                                  |
| Start-/Landestrecke   | 220 m/120 m über 15 m                                    |
| Reichweite            | 600 km                                                   |
| Dienstgipfelhöhe      | 2000 m                                                   |
| Treibstoff            | 2 × 13,5 l                                               |
| Triebwerk             | luftgekühlter Zweizylinder-Motorrad-Boxermotor 1 × M-61K |
| Leistung              | 22,4 kW (ca. 30 PS)                                      |